# Прушкув (гмина)
Прушкув (пол. Prószków) — городско-сельская гмина (волость) в Польше, входит как административная единица в Опольский повет (силезский), Опольское воеводство. Население — 9860 человек (на 2004 год).

## Демография
| Перепись                       | Всего   | Всего | Женщины | Женщины | Мужчины | Мужчины |
| ------------------------------ | ------- | ----- | ------- | ------- | ------- | ------- |
| Единицы                        | человек | %     | человек | %       | человек | %       |
| Население                      | 9860    | 100   | 5184    | 52,6    | 4676    | 47,4    |
| Плотность населения (чел./км²) | 81,3    | 81,3  | 42,8    | 42,8    | 38,6    | 38,6    |

## Поселения
1. Богушице
2. Хшонщыце
3. Хшовице
4. Фольварк
5. Гурки
6. Яськовице
7. Лигота-Прушковска
8. Нова-Кузня
9. Пшисеч
10. Винув
11. Земнице-Мале
12. Земнице-Вельке
13. Злотники
14. Злинице

## Соседние гмины
1. Гмина Бяла
2. Гмина Компрахцице
3. Гмина Корфантув
4. Ополе
5. Гмина Стшелечки
6. Гмина Тарнув-Опольски
7. Гмина Туловице